# フローラン・アモディオ
フローラン・アモディオ（フランス語: Florent Amodio、1990年5月12日 - ）は、ブラジル出身、フランスの元フィギュアスケート選手（男子シングル）。
2010年バンクーバーオリンピック、2014年ソチオリンピックフランス代表、2011年欧州選手権優勝。

## 経歴
1990年、ブラジルのセアラー州ソブラル生まれ。幼少時に養子縁組でフランスに渡り、ヴァル＝ドワーズ県フレマンヴィルで育つ。4歳でスケートをはじめた。成長期の骨端症で12歳から一年半のブランクがある。
2008-2009シーズンのジュニアグランプリファイナルで優勝し頭角を現す。2009年世界フィギュアスケート国別対抗戦において初めてシニアの大会に派遣された。2009-2010シーズン、フランス選手権でヤニック・ポンセロとアルバン・プレオベールを押さえ初優勝。バンクーバーオリンピックの出場権を獲得し、オリンピックでは12位となった。
2010-2011シーズンのグランプリシリーズ初戦のNHK杯では3位となり、シニアのグランプリシリーズで初の表彰台に上った。続くエリック・ボンパール杯では2位、ISUグランプリファイナルに初の出場資格を得た。初出場の欧州選手権ではSPで1位、FSでは3位となり総合1位。男子シングルで初出場の選手が欧州選手権を制したのは1995年のイリヤ・クーリック以来のことである。2年連続の出場となった世界選手権ではSPで5位となり最終グループ入りを果たした。FSでは歌詞入りの音楽を使用したが、ジャッジの多数決により減点されることは無かった。インタビューでは、歌詞入りの音楽を使用した理由を「全ての日本人へのささやかなプレゼントだ」と語っている。結果は7位だった。
2011-2012シーズン、スケートアメリカで10人中9位と惨敗。エリック・ボンパール杯でも6位と低迷したのを受けてSP、FSともに改変して臨んだフランス選手権では準優勝したものの演技中に背中を故障。欧州選手権では銅メダルを獲得した。世界選手権では5位だった。国別対抗戦にも派遣され、個人（男子シングル）では4位となった。
このシーズンオフに『Programme Libre』という題の短編ドラマ映画に出演した。
2012-2013シーズン、GPSではスケートカナダでは4位。エリック・ボンパール杯では3位。ブライアン・ジュベールが欠場したフランス選手権で優勝。欧州選手権では銀メダル。期待を受け臨んだ世界選手権ではSPでジャンプのミスと最後のスピンで転倒し10位に。FSでは15位と後退し、トータル12位に終わった。6月にさまざまな行き違いの蓄積により、ニコライ・モロゾフとの師弟関係を解消した。
2013-2014シーズン、7月に練習拠点をフランスに戻し、ブライアン・ジュベールのコーチでもあるカティア・クリエに指導を受け始める。さらにアレクセイ・ヤグディン、ステファン・ランビエールにも一時的に指導を受けた。9月にはシャネッタ・フォレを新たにコーチに迎えた。世界選手権は準備不足のために欠場を発表した。シーズン終了後、ベルナール・グラッサーにコーチを戻し、ファビアン・ブルザとも仕事を行う。
2014-2015シーズン、エリック・ボンパール杯の後にグラッサーの勧めもありコーチをクロード・ペリ＝テベナールに変更した。
2015-2016シーズン、11月に欧州選手権を最後に、現役を引退することを発表。コーチをニコライ・モロゾフに戻した。欧州選手権ではSP8位。FSでは予定していたジャンプを全て降り2位で、総合4位に順位を上げた。コーチのモロゾフと涙を流しながら抱き合い、キス・アンド・クライでは4ヶ国語で世界のファンへのメッセージを送った。

## 主な戦績

### 2009-2010シーズンから
| 大会/年            | 2009-10 | 2010-11 | 2011-12 | 2012-13 | 2013-14 | 2014-15  | 2015-16 |
| ------------------ | ------- | ------- | ------- | ------- | ------- | -------- | ------- |
| 冬季オリンピック   | 12      |         |         |         | 18      |          |         |
| 世界選手権         | 15      | 7       | 5       | 12      |         | 9        |         |
| 欧州選手権         |         | 1       | 3       | 2       | 13      | 9        | 4       |
| 世界国別対抗戦     |         |         | T4 / P4 |         |         | T6 / P10 |         |
| フランス選手権     | 1       | 2       | 2       | 1       | 1       | 1        | 2       |
| GPファイナル       |         | 6       |         |         |         |          |         |
| GPスケートアメリカ | 4       |         | 9       |         |         |          | 11      |
| GPエリック杯       |         | 2       | 5       | 3       | 7       | 11       |         |
| GPスケートカナダ   |         |         |         | 4       |         | 6        |         |
| GP中国杯           |         |         |         |         | 6       |          |         |
| GP NHK杯           |         | 3       |         |         |         |          |         |
| GPロステレコム杯   | 9       |         |         |         |         |          |         |
| CSネーベルホルン杯 |         |         |         |         |         |          | 4       |
| CSロンバルディア杯 |         |         |         |         |         | 6        |         |
| チャレンジカップ   |         |         | 棄権    |         |         |          |         |

### 2008-2009シーズンまで
| 大会/年             | 2004-05 | 2005-06 | 2006-07 | 2007-08 | 2008-09 |
| ------------------- | ------- | ------- | ------- | ------- | ------- |
| 世界国別対抗戦      |         |         |         |         | 10      |
| フランス選手権      | 4 J     | 11      | 7       | 4       | 2       |
| 世界Jr.選手権       |         |         | 15      | 10      | 15      |
| フランスJr.選手権   |         |         | 2       | 1       |         |
| JGPファイナル       |         |         |         |         | 1       |
| JGPクールシュヴェル |         |         | 4       |         | 3       |
| JGP J.カリー記念    |         |         |         |         | 1       |
| JGPタリン杯         |         |         |         | 7       |         |
| JGPレークプラシッド |         |         |         | 5       |         |
| JGPリベレツ         |         |         | 12      |         |         |
| JGPバルト杯         |         | 15      |         |         |         |
| JGPアンドラ杯       |         | 11      |         |         |         |
| トリグラフ杯        | 4 J     |         |         |         |         |

### 詳細
| 2015-2016 シーズン    |                                                                  |         |           |           |
| 開催日                | 大会名                                                           | SP      | FS        | 結果      |
| 2016年1月25日 - 31日  | 2016年ヨーロッパフィギュアスケート選手権（ブラチスラヴァ）       | 8 78.28 | 2 162.68  | 4 240.96  |
| 2015年12月17日 - 19日 | フランスフィギュアスケート選手権（エピナル）                     | 2 78.36 | 3 128.32  | 2 206.68  |
| 2015年10月23日 - 25日 | ISUグランプリシリーズ スケートアメリカ（ミルウォーキー）         | 9 71.96 | 10 125.49 | 11 197.45 |
| 2015年9月23日 - 26日  | ISUチャレンジャーシリーズ ネーベルホルン杯（オーベルストドルフ） | 7 69.74 | 4 138.22  | 4 207.96  |

| 2014-2015 シーズン       |                                                                                  |         |           |           |
| 開催日                   | 大会名                                                                           | SP      | FS        | 結果      |
| 2015年4月16日 - 19日     | 2015年世界フィギュアスケート国別対抗戦（東京）                                   | 9 73.80 | 11 120.74 | 6 団体    |
| 2015年3月23日 - 29日     | 2015年世界フィギュアスケート選手権（上海）                                       | 7 80.84 | 11 148.78 | 9 229.62  |
| 2015年1月26日 - 2月1日   | 2015年ヨーロッパフィギュアスケート選手権（ストックホルム）                       | 6 74.06 | 10 136.05 | 9 210.11  |
| 2014年12月18日 - 21日    | フランスフィギュアスケート選手権（ムジェーヴ）                                   | 1 75.61 | 1 139.12  | 1 214.73  |
| 2014年11月21日 - 23日    | ISUグランプリシリーズ エリック・ボンパール杯（ボルドー）                         | 9 75.07 | 11 117.93 | 11 193.00 |
| 2014年10月31日 - 11月2日 | ISUグランプリシリーズ スケートカナダ（ケロウナ）                                 | 8 72.14 | 5 143.57  | 6 215.71  |
| 2014年9月18日 - 21日     | ISUチャレンジャーシリーズ ロンバルディアトロフィー（セスト・サン・ジョヴァンニ） | 7 66.97 | 4 132.73  | 6 199.70  |

| 2013-2014 シーズン    |                                                        |          |           |           |
| 開催日                | 大会名                                                 | SP       | FS        | 結果      |
| 2014年2月6日 - 22日   | ソチオリンピック（ソチ）                               | 14 75.58 | 18 123.06 | 18 198.64 |
| 2014年2月6日 - 22日   | ソチオリンピック 団体戦（ソチ）                        | 5 79.93  | -         | 6 団体    |
| 2014年1月13日 - 19日  | 2014年ヨーロッパフィギュアスケート選手権（ブダペスト） | 7 78.60  | 20 111.53 | 13 190.13 |
| 2013年12月12日 - 15日 | フランスフィギュアスケート選手権（ヴォジャニー）       | 1 78.89  | 2 148.97  | 1 227.86  |
| 2013年11月15日 - 17日 | ISUグランプリシリーズ エリックボンパール杯（パリ）     | 5 73.65  | 8 117.48  | 7 191.13  |
| 2013年11月1日 - 3日   | ISUグランプリシリーズ 中国杯（北京）                   | 5 76.75  | 6 136.64  | 6 213.39  |

| 2012-2013 シーズン    |                                                      |          |           |           |
| 開催日                | 大会名                                               | SP       | FS        | 結果      |
| 2013年3月10日 - 17日  | 2013年世界フィギュアスケート選手権（ロンドン）       | 10 75.73 | 15 141.10 | 12 216.83 |
| 2013年1月23日 - 27日  | 2013年ヨーロッパフィギュアスケート選手権（ザグレブ） | 1 89.82  | 3 160.71  | 2 250.53  |
| 2012年12月13日 - 16日 | フランスフィギュアスケート選手権（ストラスブール）   | 1 78.41  | 1 152.03  | 1 230.44  |
| 2012年11月16日 - 18日 | ISUグランプリシリーズ エリック・ボンパール杯（パリ） | 7 60.13  | 1 154.12  | 3 214.25  |
| 2012年10月26日 - 28日 | ISUグランプリシリーズ スケートカナダ（ウィンザー）   | 5 74.61  | 5 144.11  | 4 218.72  |

| 2011-2012 シーズン     |                                                            |         |          |          |
| 開催日                 | 大会名                                                     | SP      | FS       | 結果     |
| 2012年4月19日 - 22日   | 2012年世界フィギュアスケート国別対抗戦（東京）             | 5 81.84 | 3 156.49 | 4 238.33 |
| 2012年3月26日 - 4月1日 | 2012年世界フィギュアスケート選手権（ニース）               | 6 79.96 | 4 163.07 | 5 243.03 |
| 2012年3月8日 - 11日    | 2012年チャレンジカップ（ハーグ）                           | 1 82.48 | -        | 棄権     |
| 2012年1月23日 - 29日   | 2012年ヨーロッパフィギュアスケート選手権（シェフィールド） | 5 78.48 | 3 155.70 | 3 234.18 |
| 2011年12月16日 - 18日  | フランスフィギュアスケート選手権（ダンマリー＝レ＝リス）   | 2 79.23 | 2 131.19 | 2 210.42 |
| 2011年11月18日 - 20日  | ISUグランプリシリーズ エリック・ボンパール杯（パリ）       | 5 71.42 | 5 129.92 | 5 201.34 |
| 2011年10月21日 - 23日  | ISUグランプリシリーズ スケートアメリカ（オンタリオ）       | 8 62.46 | 8 125.14 | 9 187.60 |
| 2011年10月1日          | 2011年ジャパンオープン（さいたま）                         | -       | 5 138.25 | 2 団体   |

| 2010-2011 シーズン     |                                                      |         |          |          |
| 開催日                 | 大会名                                               | SP      | FS       | 結果     |
| 2011年4月24日 - 5月1日 | 2011年世界フィギュアスケート選手権（モスクワ）       | 5 77.64 | 7 152.04 | 7 229.68 |
| 2011年1月24日 - 30日   | 2011年ヨーロッパフィギュアスケート選手権（ベルン）   | 1 78.11 | 3 148.75 | 1 226.86 |
| 2010年12月17日 - 18日  | フランスフィギュアスケート選手権（トゥール）         | 3 67.21 | 1 155.34 | 2 222.55 |
| 2010年12月9日 - 12日   | 2010/2011 ISUグランプリファイナル（北京）            | 6 61.64 | 5 140.26 | 6 201.90 |
| 2010年11月26日 - 28日  | ISUグランプリシリーズ エリック・ボンパール杯（パリ） | 2 75.62 | 2 153.76 | 2 229.38 |
| 2010年10月22日 - 24日  | ISUグランプリシリーズ NHK杯（名古屋）                | 4 70.01 | 2 143.76 | 3 213.77 |

| 2009-2010 シーズン    |                                                            |          |           |           |
| 開催日                | 大会名                                                     | SP       | FS        | 結果      |
| 2010年3月24日 - 25日  | 2010年世界フィギュアスケート選手権（トリノ）               | 15 68.31 | 13 128.94 | 15 197.25 |
| 2010年2月16日 - 18日  | バンクーバーオリンピック（バンクーバー）                   | 11 75.35 | 15 134.95 | 12 210.30 |
| 2009年12月18日 - 19日 | フランスフィギュアスケート選手権（マルセイユ）             | 2 80.75  | 1 156.94  | 1 237.69  |
| 2009年11月13日 - 14日 | ISUグランプリシリーズ スケートアメリカ（レークプラシッド） | 2 72.65  | 6 124.93  | 4 197.58  |
| 2009年10月23日 - 24日 | ISUグランプリシリーズ ロステレコム杯（モスクワ）           | 9 59.95  | 9 111.70  | 9 171.65  |

| 2008-2009 シーズン    |                                                            |          |           |           |
| 開催日                | 大会名                                                     | SP       | FS        | 結果      |
| 2009年4月16日 - 17日  | 2009年世界フィギュアスケート国別対抗戦（東京）             | 7 69.85  | 11 112.47 | 10 182.32 |
| 2009年2月25日 - 26日  | 2009年世界ジュニアフィギュアスケート選手権（ソフィア）     | 19 49.80 | 12 103.90 | 15 153.70 |
| 2008年12月19日 - 21日 | フランスフィギュアスケート選手権（コルマール）             | 2 72.60  | 2 142.72  | 2 215.32  |
| 2008年12月11日 - 14日 | 2008/2009 ISUジュニアグランプリファイナル（高陽）          | 1 68.20  | 1 131.38  | 1 199.58  |
| 2008年10月15日 - 18日 | ISUジュニアグランプリ ジョン・カリー記念（シェフィールド） | 1 72.00  | 2 121.34  | 1 193.34  |
| 2008年8月27日 - 31日  | ISUジュニアグランプリ クールシュヴェル（クールシュヴェル） | 3 58.30  | 2 113.39  | 3 171.69  |

| 2007-2008 シーズン     |                                                            |         |           |           |
| 開催日                 | 大会名                                                     | SP      | FS        | 結果      |
| 2008年2月25日 - 3月2日 | 2008年世界ジュニアフィギュアスケート選手権（ソフィア）     | 9 58.50 | 12 106.29 | 10 164.79 |
| 2007年12月7日 - 9日    | フランスフィギュアスケート選手権（メジェーヴ）             | 4 66.44 | 3 118.75  | 4 185.19  |
| 2007年9月20日 - 23日   | ISUジュニアグランプリ タリン杯（タリン）                   | 5 51.82 | 8 94.84   | 7 146.66  |
| 2007年8月30日 - 9月2日 | ISUジュニアグランプリ レークプラシッド（レークプラシッド） | 6 43.52 | 3 96.80   | 5 140.32  |

| 2006-2007 シーズン     |                                                                  |          |          |           |
| 開催日                 | 大会名                                                           | SP       | FS       | 結果      |
| 2007年2月26日 - 3月4日 | 2007年世界ジュニアフィギュアスケート選手権（オーベルストドルフ） | 11 55.29 | 14 95.88 | 15 151.17 |
| 2006年12月1日 - 3日    | フランスフィギュアスケート選手権（カーン）                       | 4 59.40  | 7 98.52  | 7 157.92  |
| 2006年10月19日 - 22日  | ISUジュニアグランプリ リベレツ（リベレツ）                       | 10 48.91 | 13 84.53 | 12 133.44 |
| 2006年8月24日 - 27日   | ISUジュニアグランプリ クールシュヴェル（クールシュヴェル）       | 6 45.68  | 3 100.43 | 4 146.11  |

| 2005-2006 シーズン    |                                                |          |          |           |
| 開催日                | 大会名                                         | SP       | FS       | 結果      |
| 2005年12月8日 - 11日  | フランスフィギュアスケート選手権（ブザンソン） | 9 49.95  | 11 74.82 | 11 124.77 |
| 2005年10月13日 - 16日 | ISUジュニアグランプリ バルト杯（グダニスク）   | 19 37.36 | 14 83.44 | 15 120.80 |
| 2005年9月8日 - 11日   | ISUジュニアグランプリ アンドラ杯（カニーリョ） | 11 41.03 | 10 75.99 | 11 117.02 |

| 2004-2005 シーズン   |                                                           |    |    |      |
| 開催日               | 大会名                                                    | SP | FS | 結果 |
| 2005年4月14日 - 17日 | 2005年トリグラフトロフィー ジュニアクラス（イェセニツェ） | 5  | 4  | 4    |

## プログラム使用曲
| シーズン  | SP | FS | EX |
| --------- | --- | --- | --- |
| 2015-2016 | HAPPY 曲：ファレル・ウィリアムス | Winston Churchill's Boy Nemesis 作曲：ベンジャミン・クレモンタイン 編曲：マキシム・ロドリゲスメモリーズ・オブ・ソブラル 作曲：セバスチャン・ダミアーニ 映画『ブルー 初めての空へ』より 作曲：セルジオ・メンデス 振付：ニコライ・モロゾフ | Apologize 作曲：タイオ・クルーズ Imma Be 作曲：ブラック・アイド・ピーズ スムーズ・クリミナル 演奏：デイヴィッド・ギャレット 今夜はドント・ストップ 作曲：マイケル・ジャクソン |
| 2014-2015 | 映画『オーケストラ!』サウンドトラックより 作曲：アルマン・アマール 振付：ショーン・チェスマン | 映画『ブラッド・ダイヤモンド』サウンドトラックより 作曲：ジェームズ・ニュートン・ハワード 映画『ライオン・キング』サウンドトラックより 作曲：ハンス・ジマー 振付：ショーン・チェスマン                                                   | Ain't No Sunshine 曲：ビル・ウィザースIt's a Man's Man's Man's World Get Up (I Feel Like Being a Sex Machine) 曲：ジェームス・ブラウン Uptown Funk 曲：マーク・ロンソン feat. ブルーノ・マーズSay Something 曲：ア・グレイト・ビッグ・ワールド feat. クリスティーナ・アギレラHAPPY 曲：ファレル・ウィリアムス |
| 2013-2014 | ポル・ウナ・カベサ 作曲：カルロス・ガルデル ラ・クンパルシータ 作曲：ヘラルド・マトス・ロドリゲス 編曲：セバスチャン・ダミアーニ、F. Larage 振付：ステファン・ランビエール                                                 | Under The Moon 編曲：セバスチャン・ダミアーニ、F. Larage Happy by C2C ラヴィアンローズ 演奏：ルイ・アームストロング 振付：マリナ・アニシナ                                                                                               | メモリーズ・オブ・ソブラル 作曲：セバスチャン・ダミアーニ Eu quero tchu, Eu quero tcha ボーカル：ヨアン・ルーカス、&マルセロ Balada Boa ボーカル：グスタボ・リマ |
| 2012-2013 | Farrucas 演奏：ペペ・ロメロ 振付：ニコライ・モロゾフメモリーズ・オブ・ソブラル 作曲：セバスチャン・ダミアーニ 振付：ニコライ・モロゾフ                                                                                     | ジャンピング・ジャック 演奏：セバスチャン・ダミアーニ Broken Sorrow 演奏：ナッシン・バット・ストリングス To Build a Home 演奏：ザ・シネマティック・オーケストラ 振付：ニコライ・モロゾフ                                                 | メモリーズ・オブ・ソブラル 作曲：セバスチャン・ダミアーニ Eu quero tchu, Eu quero tcha ボーカル：ヨアン・ルーカス、&マルセロ Balada Boa ボーカル：グスタボ・リマ |
| 2011-2012 | サマータイム 作曲：ジョージ・ガーシュウィン ジャンピング・ジャック 演奏：ビッグ・バッド・ブードゥー・ダディー 振付：ニコライ・モロゾフ映画『ティアーズ・オブ・ザ・サン』より 作曲：ハンス・ジマー 振付：ニコライ・モロゾフ | メモリーズ・オブ・ソブラル 作曲：セバスチャン・ダミアーニ 映画『ブルー 初めての空へ』より 作曲：セルジオ・メンデス 振付：ニコライ・モロゾフ                                                                                              | Broken 作曲：リサ・ジェラルド Apologize 作曲：タイオ・クルーズ Imma Be 作曲：ブラック・アイド・ピーズ スムーズ・クリミナル 演奏：デイヴィッド・ギャレット 今夜はドント・ストップ 作曲：マイケル・ジャクソンメス・アラウンド 曲：レイ・チャールズ                                                              |
| 2010-2011 | 映画『レジェンド・オブ・メキシコ/デスペラード』より 作曲：ロバート・ロドリゲス 振付：ニコライ・モロゾフ | Broken 作曲：リサ・ジェラルド Apologize 作曲：タイオ・クルーズ Imma Be 作曲：ブラック・アイド・ピーズ スムーズ・クリミナル 演奏：デイヴィッド・ギャレット 今夜はドント・ストップ 作曲：マイケル・ジャクソン 振付：ニコライ・モロゾフ     | Broken 作曲：リサ・ジェラルド Apologize 作曲：タイオ・クルーズ Imma Be 作曲：ブラック・アイド・ピーズ スムーズ・クリミナル 演奏：デイヴィッド・ギャレット 今夜はドント・ストップ 作曲：マイケル・ジャクソン                                                                                                   |
| 2009-2010 | 映画『ミュンヘン』より 作曲：ジョン・ウィリアムズ Papa Can You Hear Me? 映画『愛のイエントル』より 作曲：ミシェル・ルグラン 振付：スタニック・ジャネット                                                                   | 映画『アメリ』より 作曲：ヤン・ティルセン 夜想曲第20番 作曲：フレデリック・ショパン 編曲：リ・マインドオーケストラ（re:mind orchestra） 回転木馬 『シルク・ドゥ・ソレイユ』より 作曲：ベノワ・ジュトラ 振付：アレクサンドル・ズーリン    | あの娘が消えた ブラック・オア・ホワイト 曲：マイケル・ジャクソン |
| 2008-2009 | 映画『マスク・オブ・ゾロ』サウンドトラックより 作曲：ジェームズ・ホーナー マラゲーニャ 作曲：エルネスト・レクオーナ バグダッド 作曲：ジェシ・クック 振付：ベルナルド・グラッサー                                           | 映画『ミッション』より 作曲：エンニオ・モリコーネ Rockin Gysies 作曲：ウィリィーアンドロボ Bullfighter's Dream 作曲：オットマー・リーバート 振付：ベルナルド・グラッサー                                                                 | Sexy Back 曲：ジャスティン・ティンバーレイク Over my Shoulder 曲：ミーカ |
| 2007-2008 | 映画『ある日どこかで』より 作曲：ジョン・バリー パガニーニの主題による狂詩曲 作曲：セルゲイ・ラフマニノフ | 映画『マスク・オブ・ゾロ』サウンドトラックより 作曲：ジェームズ・ホーナー | |
| 2006-2007 | 映画『シンドラーのリスト』より 作曲：ジョン・ウィリアムズ | 映画『マスク・オブ・ゾロ』サウンドトラックより 作曲：ジェームズ・ホーナー | |
| 2005-2006 | 映画『シンドラーのリスト』より 作曲：ジョン・ウィリアムズ | ロード・オブ・ザ・ダンス 作曲：ローナン・ハーディマン 映画『ラスト・オブ・モヒカン』 作曲：トレヴァー・ジョーンズ、ランディ・エデルマン                                                                                                  | |
| 2004-2005 | 映画『シンドラーのリスト』より 作曲：ジョン・ウィリアムズ | 映画『ジャングル・ブック』 作曲：ジョージ・ブランズ | |